# Presidente Mitterrand
Presidente Mitterrand (Le promeneur du Champ de Mars) es una película francesa dirigida por Robert Guédiguian en 2005, protagonizada por Sarah Grappin, Michel Bouquet, Jalil Lespert, Anne Cantineau y Philippe Fretun.
Michel Bouquet (El serpiente, Toto el héroe) interpreta a un personaje que enfrenta a la muerte mientras mantiene conversaciones con el joven periodista Antoine Moreau, interpretado por Jalil Lespert (Recursos Humanos).

## Sinopsis
François Mitterrand entregó los últimos años de su vida a la República francesa. El socialista ejerció de presidente entre 1981 y 1995 (murió en 1996), una época en la que los países comunistas se hundían. Ya en sus últimos días, mientras luchaba contra el cáncer y la vejez, un joven periodista se acerca a él para intentar arrancarle algunas lecciones universales. Pero el antiguo presidente ya no es capaz porque la muerte le acecha y el pasado, el presente y el futuro se confunden en su mente. El francés Robert Guédiguian (De todo corazón, À l'attaque!) dirige este homenaje a François Mitterrand, en el que se destaca la personalidad ambiciosa del expresidente a la vez que se intentan despejar algunos interrogantes de la época.

## Comentarios
Está basado en el libro Le Dernier Mitterrand, a partir de unas conversaciones con Georges-Marc Benamou.